# قلادة سبينغارن
قلادة سبينغارن (بالإنجليزية: Spingarn Medal) هي قلادة تمنحها سنويًا الرابطة الوطنية لتقدم الشعوب الملونة (NAACP)، تقديرًا لأفريقي أمريكي ذي إنجازات بارزة.
أُنشأ الجائزة جويل إلياس سبينغارن ـ رئيس مجلس الرابطة الوطنية لتقدم الشعوب الملونة ـ سنة 1914، وتتكون من قلادة ذهبية، مُنحت للمرة الأولى لعالم الأحياء إرنست جست سنة 1915.

## قائمة الحاصلين على القلادة
- 1915: إرنست جست (عالم أحياء)
- 1916: الكولونيل تشارلز يانغ (الجيش الأمريكي)
- 1917: هاري بورلي (مؤلف موسيقي وعازف بيانو ومغنٍّ أوبرالي)
- 1918: وليم ستانلي بريثويت (شاعر ومحرر وناقد أدبي)
- 1919: أرشيبالد غريميكه (قنصل أمريكي، ورئيس أكاديمية الزنوج الأمريكية، ورئيس فرع الرابطة الوطنية لتقدم الشعوب الملونة في مقاطعة كولومبيا)
- 1920: ويليام دو بويز (مؤلف، أحد مؤسسي الرابطة الوطنية لتقدم الشعوب الملونة)
- 1921: تشارلز غيلبين (ممثل)
- 1922: ماري تالبرت (رئيسة الرابطة الوطنية للنساء الملونات)
- 1923: جورج واشنطن كارفر (عالم نبات)
- 1924: رولاند هايس (مغنٍّ، مغن منفرد بأوركسترا بوسطن السيمفوني)
- 1925: جيمس ويلدون جونسون (شاعر، السكرتير التنفيذي للرابطة الوطنية لتقدم الشعوب الملونة)
- 1926: كارتر وودسون (مؤرخ، مؤسس رابطة دراسة حياة الزنوج وتاريخهم، محرر «خطباء الزنوج وخطبهم»)
- 1927: أنطوني أوفرتون (رجل أعمال، رئيس شركة فيكتوري لايف للتأمين)
- 1928: تشارلز تشسنت (مؤلف)
- 1929: موردكاي جونسون (مربٍّ)
- 1930: هنري هانت (مدير مدرسة ثانوية)
- 1931: ريتشارد بيري هاريسون (ممثل)
- 1932: روبرت روسا موتون (مدير معهد تسكيغي)
- 1933: ماكس ييرغان (مبشر)
- 1934: ويليام ويليامز (عميد معهد تسكيغي)
- 1935: ماري مكليود بيثيون (مربية وناشطة)
- 1936: جون هوب (مربٍّ): مُنحت له بعد وفاته.
- 1937: والتر فرانسيس وايت (السكرتير التنفيذي للرابطة الوطنية لتقدم الشعوب الملونة)
- 1938: حُجبت
- 1939: ماريان أندرسون (مغنية أوبرالية)
- 1940: لويس رايت (جراح)
- 1941: ريتشارد رايت (أديب)
- 1942: أسا فيليب راندولف (زعيم عمالي)
- 1943: ويليام هاستي (قانوني وتربوي)
- 1944: تشارلز درو (طبيب)
- 1945: بول روبسون (مغنٍّ وممثل)
- 1946: ثورغود مارشال (محامِ، ثم محام عام وقاض بالمحكمة العليا)
- 1947: بيرسي لافون جوليان (باحث كيميائي)
- 1948: تشاننغ هيغي توبياس (أحد أعضاء لجنة الرئيس للحقوق المدنية)
- 1949: رالف بنش (دبلوماسي، حصل لاحقًا على جائزة نوبل للسلام سنة 1950)
- 1950: تشارلز هاملتون هوستون (رئيس اللجنة القانونية بالرابطة الوطنية لتقدم الشعوب الملونة)
- 1951: ميبل كيتون ستوبرز (زعيمة الاتحاد الوطني لخريجات التمريض الملونات)
- 1952: هاري مور (قيادي في الرابطة الوطنية لتقدم الشعوب الملونة. من أوائل «شهداء» حركة الحقوق المدنية): مُنحت له بعد مصرعه في تفجير نفذه أعضاء من جماعة كوكلوكس كلان.
- 1953: بول ويليامز (مهندس معماري)
- 1954: ثيودور لولس (طبيب وتربوي ومحسن)
- 1955: كارل ميرفي (محرر وناشر وقيادي مدني)
- 1956: جاكي روبينسون (رياضي)
- 1957: مارتن لوثر كينغ جونيور (ناشط ورجل دين)
- 1958: ديزي بيتس وطلاب ليتل روك التسعة (نشطاء ضد الفصل العنصري في المؤسسات التعليمية)
- 1959: ديوك إلينغتون (ملحن وعازف بيانو)
- 1960: لانغستون هيوز (شاعر وكاتب مسرحي)
- 1961: كينيث كلارك (أستاذ علم نفس)
- 1962: روبرت كليفتون ويفر (مدير وكالة الإسكان وتمويل المنازل)
- 1963: ميدغارإيفرز (أحد شهداء حركة الحقوق المدنية في ولاية ميسيسيبي)
- 1964: روي ويلكنس (المدير التنفيذي للرابطة الوطنية لتقدم الشعوب الملونة)
- 1965: ليونتاين برايس (مغنية أوبرا)
- 1966: جون هارولد جونسون (مؤسس ورئيس شركة جونسون للنشر)
- 1967: إدوارد بروك (أول أمريكي أفريقي يصل إلى مجلس الشيوخ الأمريكي عن طريق انتخابات عامة)
- 1968: سامي ديفيز (مغن وراقص وممثل وكوميدي)
- 1969: كلارنس موريس ميتشل الابن (مدير إقليمي للرابطة الوطنية لتقدم الشعوب الملونة، وناشط حقوق مدنية)
- 1970: جاكوب لورانس (رسام)

## وصلات خارجية
- الموقع الرسمي للرابطة الوطنية لتقدم الشعوب الملونة[وصلة مكسورة] (بالإنجليزية)